# Carême
Carême è una serie televisiva francese ideata da Ian Kelly e scritta insieme a Davide Serino. Tratta da Cooking for Kings: The Life of Antonin Carême, The First Celebrity Chef di Ian Kelly, vede Benjamin Voisin nel ruolo del protagonista. La serie è distribuita da Apple TV+ dal 30 aprile 2025.

## Trama
Marie-Antoine Carême, che da umili origini è passato a essere conosciuto come uno dei primi chef famosi al mondo durante l'epoca napoleonica. Tuttavia, la sua ritrovata "celebrità" lo ha posto sotto gli occhi dei politici che vogliono usarlo come spia e, unita al suo desiderio di sfuggire alla povertà, potrebbe essere tentato di farlo.

## Episodi
| Stagione       | Episodi | Pubblicazione Francia | Pubblicazione Italia |
| -------------- | ------- | --------------------- | -------------------- |
| Prima stagione | 8       | 2025                  | 2025                 |

## Personaggi e interpreti

### Personaggi principali
- Marie-Antoine "Antonin" Carême, interpretato da Benjamin Voisin, doppiato da Manuel Meli.
- Agathe Guichardet, interpretata da Alice Da Luz
- Henriette Sophie Mahy de Chitenay, interpretata da Lyna Khoudri, doppiata da Eva Padoan
- Charles-Maurice de Talleyrand-Périgord, interpretato da Jérémie Renier, doppiato da Emiliano Coltorti.
- Joseph Fouché, interpretato da Micha Lescot
- Napoleone Bonaparte, interpretato da Franck Molinaro
- Joséphine de Beauharnais, interpretata da Maud Wyler
- Hortense de Beauharnais, interpretata da Lily Taïeb
- Courtiade, interpretato da Dimitri Doré
- Louis Bonaparte, interpretato da Arthur Mazet
- Chazot, interpretato da Eugène Marcuse
- Charles de Flahaut, interpretato da Pablo Cobo
- Germaine de Staël, interpretata da Juliette Armanet

## Distribuzione
La serie è stata presentata in anteprima mondiale all'apertura del Festival Séries Mania a Lille il 21 marzo 2025. È distribuita sulla piattaforma di streaming Apple TV+ dal 30 aprile all'11 giugno 2025.